# 耶莱娜·布鲁克斯
耶莱娜·布鲁克斯（1989年4月28日—），娘家姓米洛瓦诺维奇（Milovanović），生于克拉古耶瓦茨，是一名塞尔维亚女子篮球运动员，场上位置是大前锋。她的母亲Ljubica是一名前篮球选手，兄弟Nenad则是一名篮球教练。耶莱娜曾在2017年获得年度最佳塞尔维亚女子篮球运动员奖。